# 森菊蔵ショウ
森菊蔵ショウ（もりきくぞうショウ）は、かつてニッポン放送の土曜日朝の時間帯で放送されていたラジオ番組。パーソナリティは作詞家の森菊蔵。放送期間は1972年4月8日から1973年10月6日まで。

## 放送時間
- 毎週土曜日　5:00～7:00

## 出演者
- パーソナリティ:森菊蔵

## 概要
当時ニッポン放送では、番組を担当するパーソナリティの名前に「ショウ」を付けたワイド番組を数多く放送しており、当番組もそのひとつである。番組終了後は、1973年10月13日から同じ時間枠で『森菊蔵の早起きおじさん』が新たにスタートし、引き続き森菊蔵がパーソナリティを務めた。